# 밤 그네
《밤 그네》는 소설가이자 출판 기획자인 하명희가 쓴 중단편소설집이다. 장편 『나무에게서 온 편지』(2014)와 소설집 『불편한 온도』(2018), 중단편 소설집 『고요는 어디 있나요』, 북치는소년, 2019, 장편 『나무에게서 온 편지』의 복간 『슬픈 구름. 복간(원제: 나무에게서 온 편지)』, 강, 2024, 이후 여섯 번째 소설집이다. 그간의 소설집에 발표한 소설들과 새 소설들을 모아 교육서가에서 발간했다.

## 수록 작품
1. 작년에 내린 눈
2. 먼 곳으로 보내는
3. 모르는 사람들
4. 그 여름 저녁 강이 우리에게 준 것
5. 오래된 서점에서
6. 다정의 순간
7. 마산행
8. 밤 그네